# 静岡県道151号須走小山線

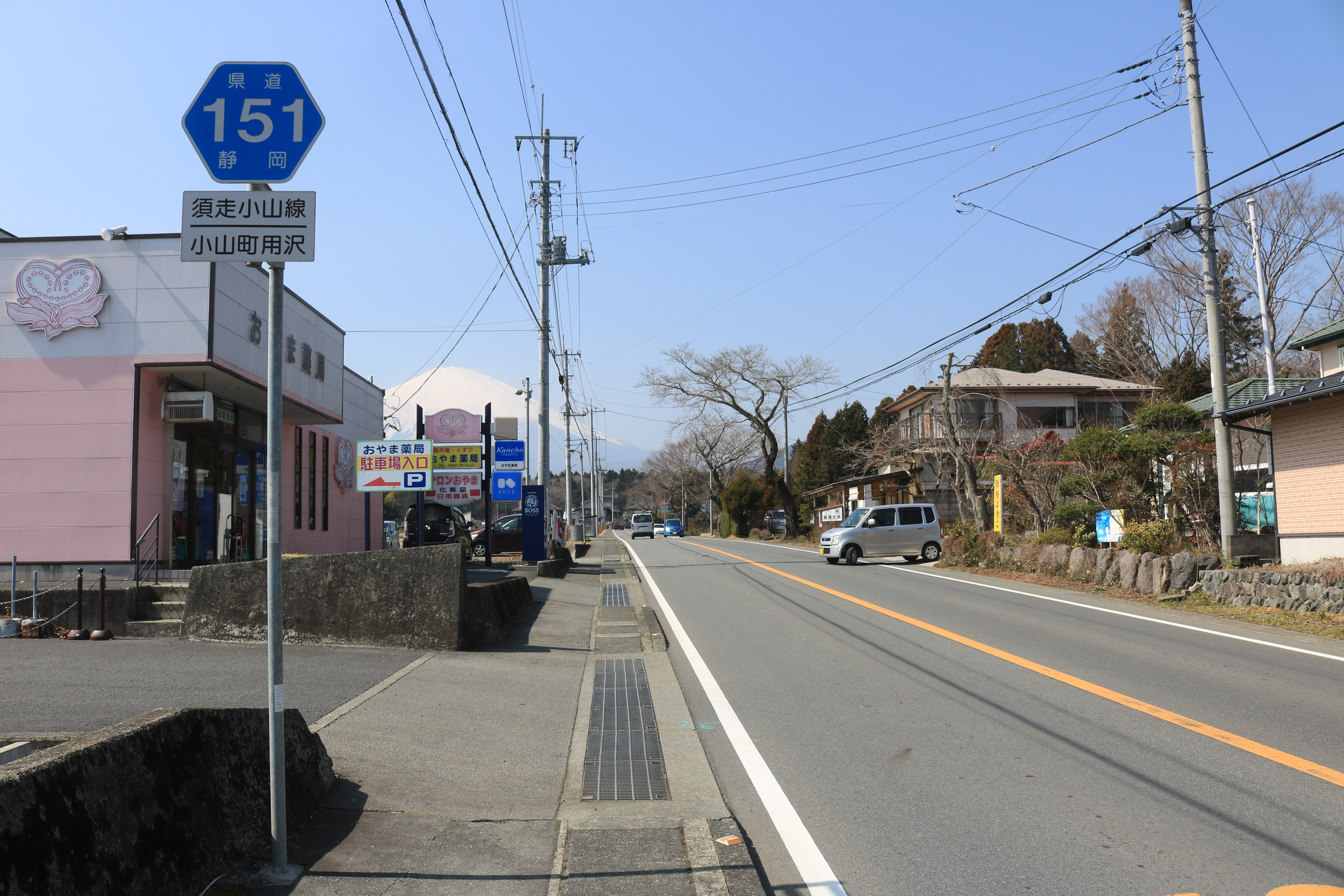
静岡県道151号須走小山線と前方の富士山、駿東郡小山町用沢にて

静岡県道151号須走小山線（しずおかけんどう151ごう すばしりおやません）は静岡県駿東郡小山町を貫く一般県道。
静岡県道150号足柄停車場富士公園線と並行して、小山町の須走地区と小山地区を結ぶ。片側1車線。

## 通過する自治体
- 静岡県
  - 駿東郡小山町 - 御殿場市

## 接続路線
- 静岡県道150号足柄停車場富士公園線（小山町須走）
- 国道246号（小山町菅沼 菅沼交差点）
- 静岡県道394号沼津小山線（小山町吉久保 吉久保交差点）